# 瓦古乡
瓦古乡，是中华人民共和国四川省凉山彝族自治州美姑县曾经下辖的一个乡。2021年1月12日，撤销拉木阿觉乡、洛莫依达乡、尔其乡和瓦古乡，设立拉马镇。以原拉木阿觉乡、原洛莫依达乡、原尔其乡和原瓦古乡所属行政区域为拉马镇的行政区域。

## 行政区划
瓦古乡撤销前下辖以下地区：
四普村、瓦以村、依达阿莫村、古觉村、特波村、瓦古村、树布村、扎甘洛村、尼勒觉村和硕诺列口村。